# Søfartsmonumentet
Søfartsmonumentet er et monument ved lystbådehavnen ved Langelinie i København. Det er opsat til minde om de danske søfolk, der mistede livet under 1. verdenskrig. Monumentet består af en bronzestatue af en bevinget kvinde, der forestiller Mindet, som står på en rombeformet platform med en rækkende fortællende relieffer på siden.

## Historie
På et møde i Dansk Dampskibsrederiforening 10. november 1921 blev det besluttet at ophæve en krigstidsforsikring. På et senere møde, 15. marts 1923, foreslog Johan Hansen at benytte de tiloversblevne midler (ca. 435.000 kr.) på et mindesmærke for de danske søfolk fra den danske handelsflåde, der havde mistes deres liv til søs i krigsårene. Forslaget blev vedtaget uden modstand på et møde 17. maj 1923. En komite bestående af Christian Sass, Johan Hansen, A.N.	Petersen og Eilert Maegaard blev sat til at lede projektet, og der blev sat 50.000 kr. af til det.
Einar Utzon-Frank, Ludvig Brandstrup, Henning Hansen og stadsarkitekten Hans Wright blev hyret som kunstneriske konsulenter. De blev senere suppleret med Rasmus Harboe, Svend Rathsack, Anton Rosen, Edvard Thomsen og Emanuel Monberg. Der blev afholdt en lukket konkurrence, men ingen af de indkomne forslag blev fundet acceptable. Der blev derfor afholdt en anden konkurrence, hvor der indkom 59 forslag. Svend Rathsack og Ivar Bentsens projekt blev valgt som den endelige vinder.
Monumentet blev indviet officielt 9. maj 1928. Der var repræsentanter til stede fra den danske kongefamilie, ministre, embedsmænd og repræsentanter fra kultur og handel samt efterladte fra afdøde sømænd. Der var taler af kong Christian 10., formanden for Dansk Dampskibsrederiforening A.O.	Andersen og Københavns overpræsident Johan Keller Bülow. Der blev også sunget en kantate, der var skrevet specielt til anledningen af Hans Hartvig Seedorff og Johan Hye-Knudsen.
I tidens løb begyndte reliefferne at gå til. Platformen var oprindeligt udhugget i limsten, men nu valgte man italiensk marmor som et mere modstandsdygtigt alternativ. Restaureringen begyndte i 2009, og monumentet blev genindviet af Dansk Dampskibsrederiforenings leder Peter Bjerregaard 15. september 2011.

## Beskrivelse
Den vingede kvindefigur, der forestiller Mindet, blev formet over den klassiske antikke statue Nike fra Samothrake. På dens sokkel står navnene på de 101 sunkne danske handelsskibe og de 648 omkomne sømænd.
Reliefferne på siderne af platformen var inspireret af Borobudur på Java. Forsiden af platformen viser en dramatisk scene, hvor et skib synker efter at være stødt på en sømine. Sømændene springer overbord og bliver reddet op på et andet skib. Relieffet på den venstre bagside af platformen viser krigsguden Mars, der peger med sit sværd mod en ørn, der angriber en måge som et symbol på krigsherrernes overgreb på det lille fredelige land. På den højre bagside ses handels- og søfartsguden Merkur med sin vingede hjelm og stav, som han peger på tre duer med. Desuden er der et relief af en faderløs familie.